# Olympia Triumphans

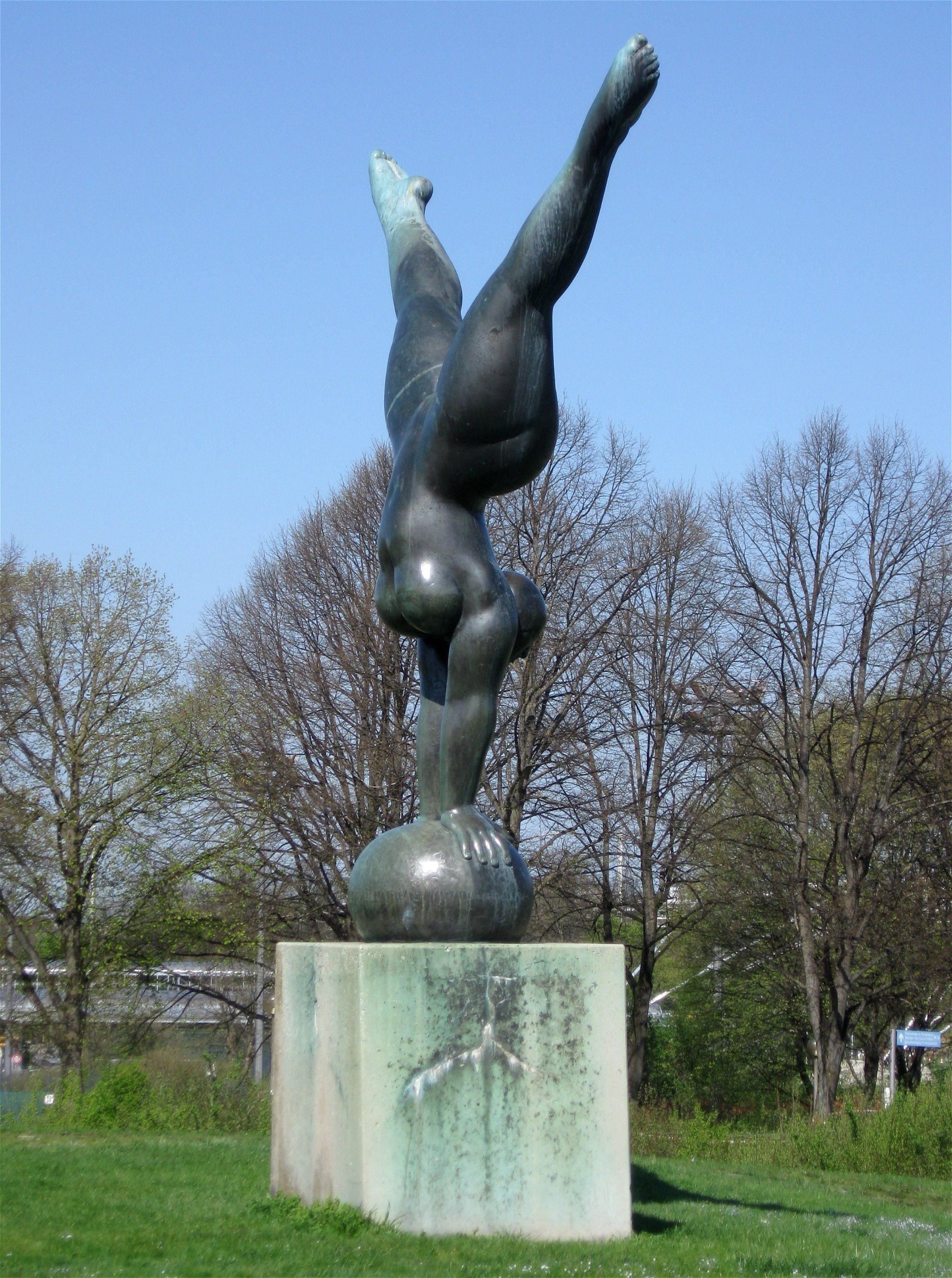
Die Plastik

Olympia Triumphans ist eine Plastik des Bildhauers Martin Mayer.
Die Großplastik aus Bronze wurde 1973 im Olympiapark in München aufgestellt. Die Olympia Triumphans stellt eine mächtige und kraftvolle Athletin dar, die mit den Händen auf einer Kugel balanciert. Sie streckt die Beine gespreizt Richtung Himmel.
Das Werk hat eine Höhe von 5,10 m, wovon 1,25 m auf den Sockel entfallen. Der Bronzeguss wurde von der Erzgießerei Werner Braun ausgeführt, der Sockel aus Beton von Heilmann & Littmann.
Die lateinische Inschrift in Großbuchstaben auf der Kugel lautet:
OLYMPIA TRIUMPHANS

PER NATURAM AD ARTEM

PER ARTEM AD NATURAM

AD HOMINUM PIETATEM

AD HUMANITATEM

EXTRUENDAM
Die Übersetzung dafür ist:
Triumphierende Olympia

Durch die Natur zur Kunst

Durch die Kunst zur Natur

Dem Menschen zur Erbauung

Der Menschlichkeit zum Aufbau